# Soca d'arbre

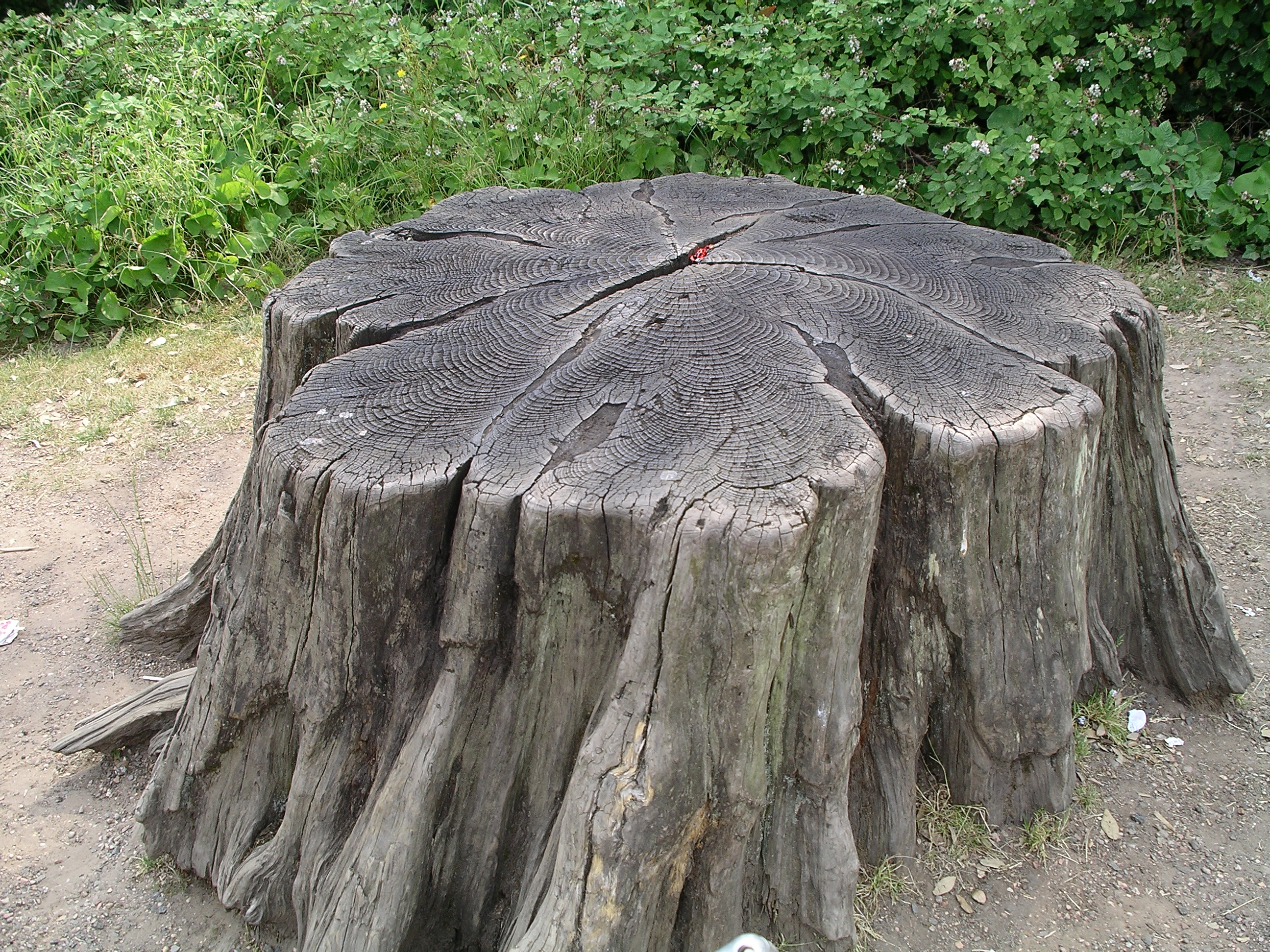
Soca d'arbre, uns 37 anys després de la tala

Una soca d'arbre és alló que queda després d'haver talat un arbre, la soca sol ser una petita part restant del tronc amb les arrels encara a terra. Les soques poden mostrar els anells que defineixen l'edat d'un arbre. L'estudi d'aquests anells es coneix com a dendrocronologia.

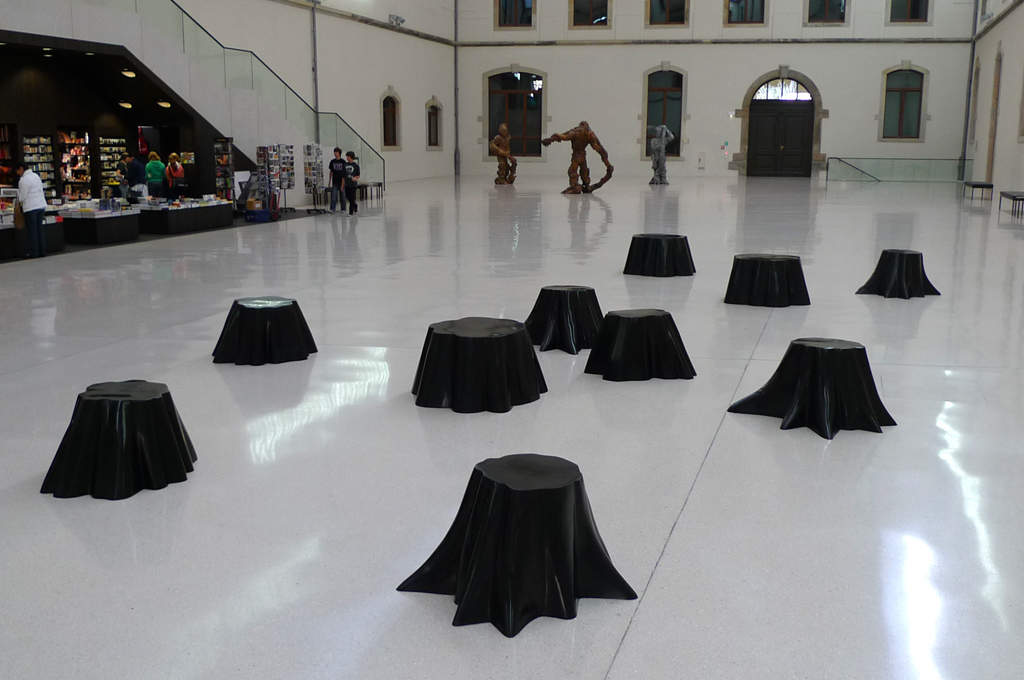
Escultura de soca de l'artista alemany Eberhard Bosslet

## Regeneració
Les soques (tant les del sòl com les de les branques retirades) de vegades poden regenerar-se en nous arbres segons l'espècie. Sovint, un arbre caducifoli que s'ha tallat tornarà a brotar en diversos llocs al voltant de la vora de la soca o des de les arrels. Segons si s'està eliminant l'arbre o si s'espera que el bosc es recuperi, això pot ser desitjable o no desitjable. Els brots de soca poden créixer molt ràpidament i, per tant, esdevenir arbres viables ja sigui per estètica o per fusta, a causa de l'estructura de l'arrel existent; tanmateix, la part tallada del tronc pot debilitar els brots i introduir malalties als arbres que s'acaben de formar.

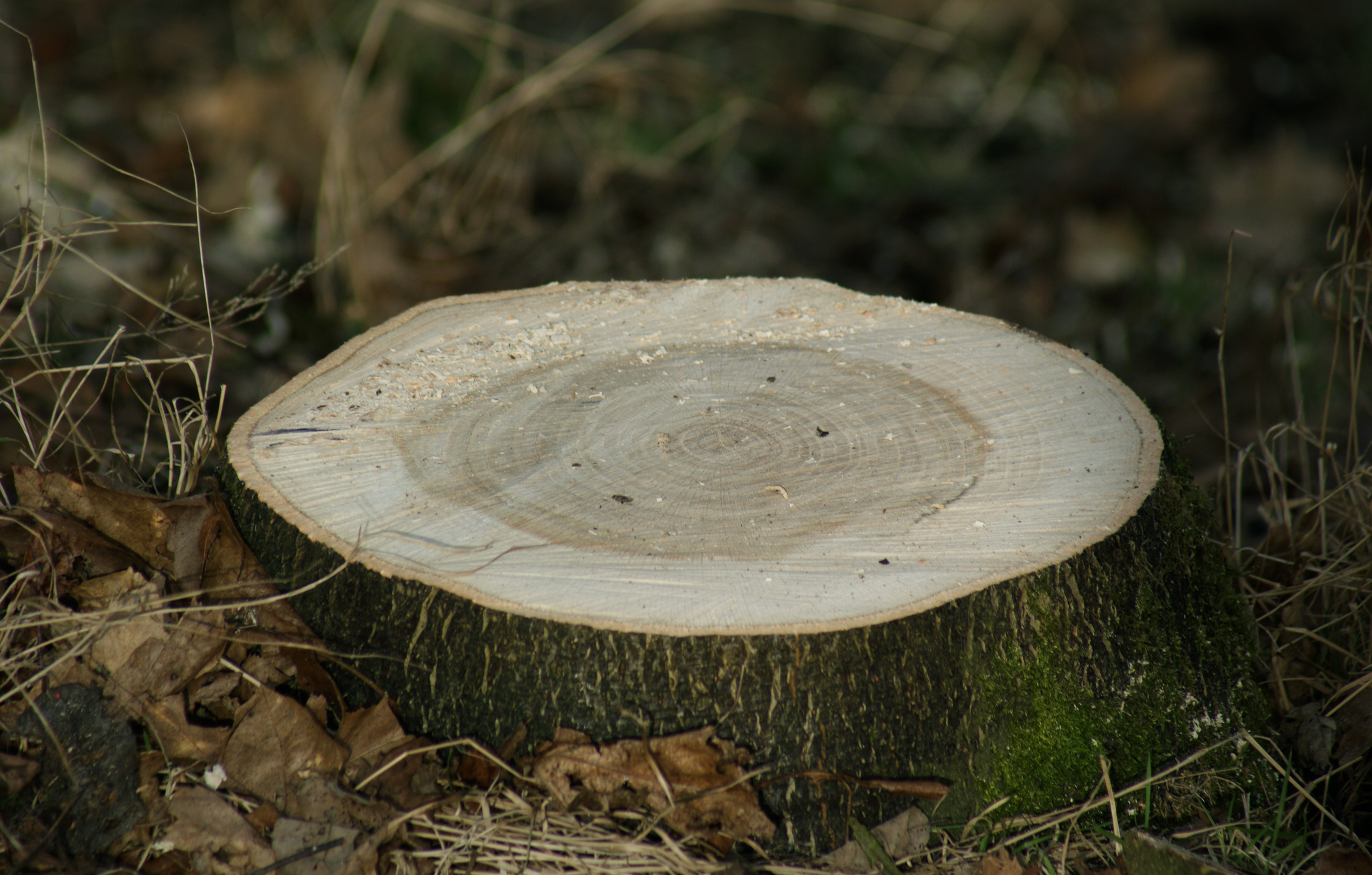
Soca d'arbre acabada de tallar, 2 hores després de tallar-la

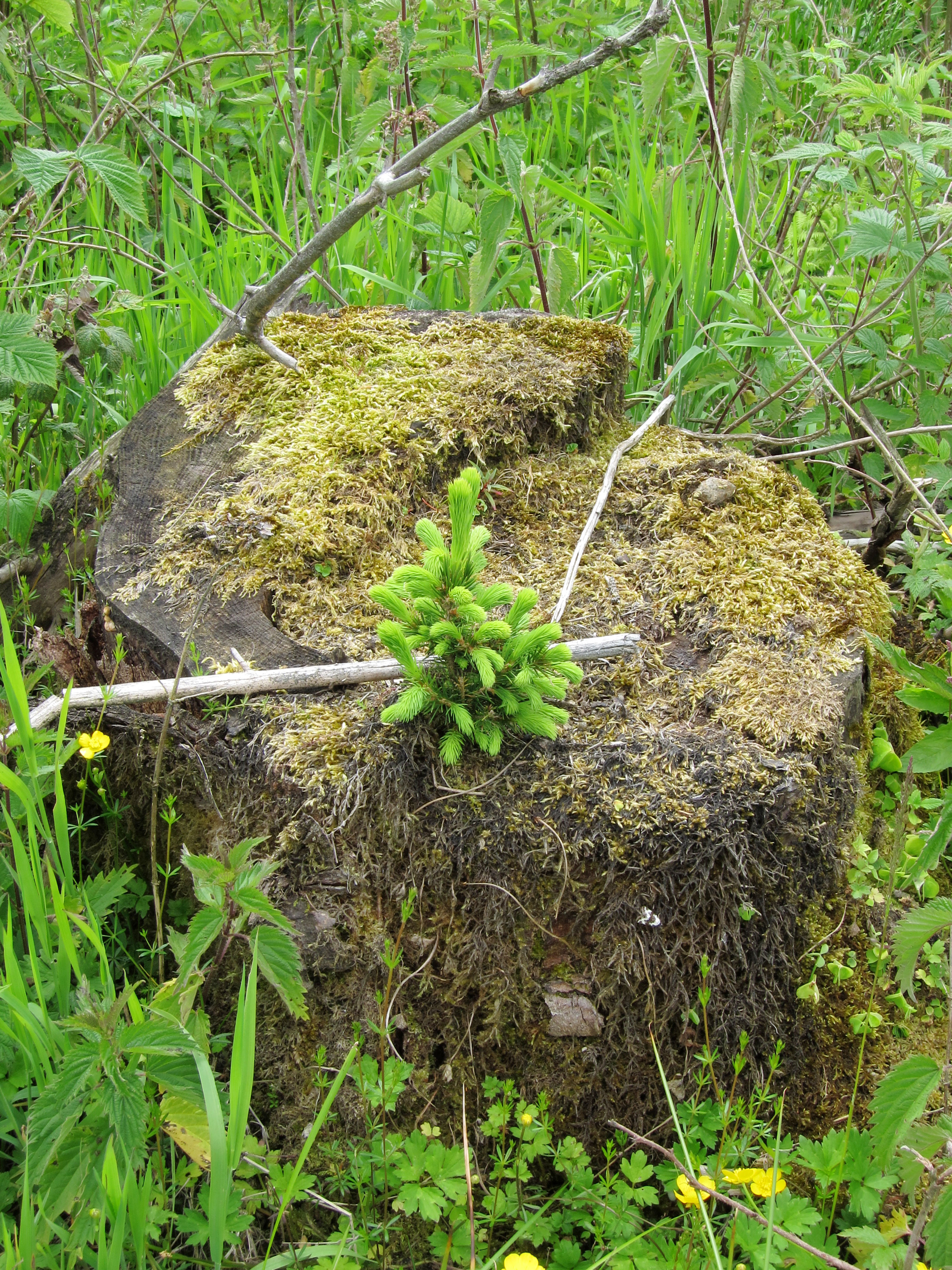
Un avet jove saprobiós sobre una soca

El procés de tallar deliberadament un arbre a una soca per tornar a créixer es coneix com bosc menut.

## Eliminació de soques
Les soques dels arbres poden ser difícils d'eliminar del terra. Es poden extreure, treure amb una cadena, triturar amb una trituradora de soques o cremar-los.
Un mètode comú per a l'eliminació de soques és utilitzar un dels molts productes químics d'eliminació de soques, sempre que no siguin necessaris resultats immediats. Aquests removedors de soques estan fets majoritàriament de nitrat de potassi (KNO 3 ) i actuen augmentant ràpidament la descomposició de la soca. (El producte químic proporciona nitrogen, un nutrient limitant, als fongs en descomposició dels arbres. Altres fertilitzants nitrogenats també funcionen.) Després d'una mitjana de 4-6 setmanes, la soca es podrirà i es fragmentarà fàcilment en trossos manejables. Si el temps és un factor limitant, calar foc a la soca és efectiu perquè un cop absorbit el nitrat de potassi actua com un eficaç oxidant. Històricament, s'utilitzava un explosiu anomenat pols de soca per fer explotar les soques.

## Collita de soques
Als boscos de plantacions d'algunes parts d'Europa, de vegades s'extreuen les soques del sòl mitjançant una excavadora de oruga especialment adaptada, per subministrar combustible de llenya a les centrals elèctriques de biomassa . La recol·lecció de soques pot proporcionar un component creixent del material llenyós requerit pel sector elèctric de biomassa.